# ژان لوئیس هاینریش
ژان لوئیس هاینریش (انگلیسی: Jean-Louis Heinrich; ۲۲ مهٔ ۱۹۴۳ – ۱۵ سپتامبر ۲۰۱۲) بازیکن فوتبال اهل فرانسه بود.
از باشگاه‌هایی که در آن بازی کرده‌است می‌توان به باشگاه فوتبال متس و آ.اس موناکو اشاره کرد.